# Велье (озеро, Пушкиногорский район)
Велье — озеро на границе Велейской волости Пушкиногорского района и Красногородской волости Красногородского района Псковской области.
Площадь — 4,5 км² (453,0 га). Максимальная глубина — 2,7 м, средняя глубина — 1,2 м.
На берегу озера расположены деревни Лямоны, Сучная и, вблизи, Велье (Велейской волости Пушкиногорского района); Кумордино, Наволок (Партизанской волости Красногородского района).
Проточное. Относится к бассейну реки Верша, притока реки Синяя, которые в свою очередь относятся к бассейну Великой.
Тип озера плотвично-окуневый. Массовые виды рыб: щука, плотва, окунь, карась, ерш, линь, язь, красноперка, вьюн.
Для озера характерно: отлогие и низкие берега, частью заболоченные, илистое дно, на отдельных участках прибрежья песок и заиленный песок, коряги, сплавиныприбрежные луга, поля, лес.